# HD 82741
HD 82741，又名BD+40 2224，SAO 61578、HR 3809，是一颗恒星，视星等为4.81，位于銀經182.83，銀緯47.71，其B1900.0坐标为赤經9h 28m 49.6s，赤緯+40° 47.71′ 56″。